# Meugliano
Meugliano (piemontiul Mulian) egy északolasz község a Piemont régióban, Torino megyében.

## Elhelyezkedése
A Chiusella-völgyben fekszik, tengerszint feletti magassága 627 és 2009 méter között váltakozik.
A község területén egy jégkorszaki eredetű tó is található 750 méteres tengerszint feletti magasságon, amely partjának hossza 690 méter, mélysége sehol nem haladja meg a 11 métert.

## Látványosságok
- Gattino Ricardi di Netro palota: épült a 19. században
- San Bartolomeo Apostolo kápolna: épült 1818 és 1820 között, amely a főtéren található.

## Fordítás
- Ez a szócikk részben vagy egészben  a   Meugliano című olasz Wikipédia-szócikk fordításán alapul.  Az eredeti cikk szerkesztőit annak laptörténete sorolja fel. Ez a jelzés csupán a megfogalmazás eredetét és a szerzői jogokat jelzi, nem szolgál a cikkben szereplő információk forrásmegjelöléseként.